# Zuse KG
Die Zuse KG war das in den 1940er Jahren gegründete Unternehmen des Computerpioniers Konrad Zuse, das Ende der 1960er Jahre im Siemens-Konzern aufging.

## Geschichte

### Vorgeschichte
Konrad Zuse gründete 1941 die Firma Zuse Ingenieurbüro und Apparatebau. Die Vermittlung zwischen Zuses Firma und dem auftraggebenden Reichsluftfahrtministerium lief über Joseph Jennissen (1905–1977), und über Herbert Wagner.

### Zuse KG
Im Jahr 1944 wandelte Zuse sein Ingenieurbüro in eine Kommanditgesellschaft um und plante den Bau von Serien mit über 300 Maschinen.

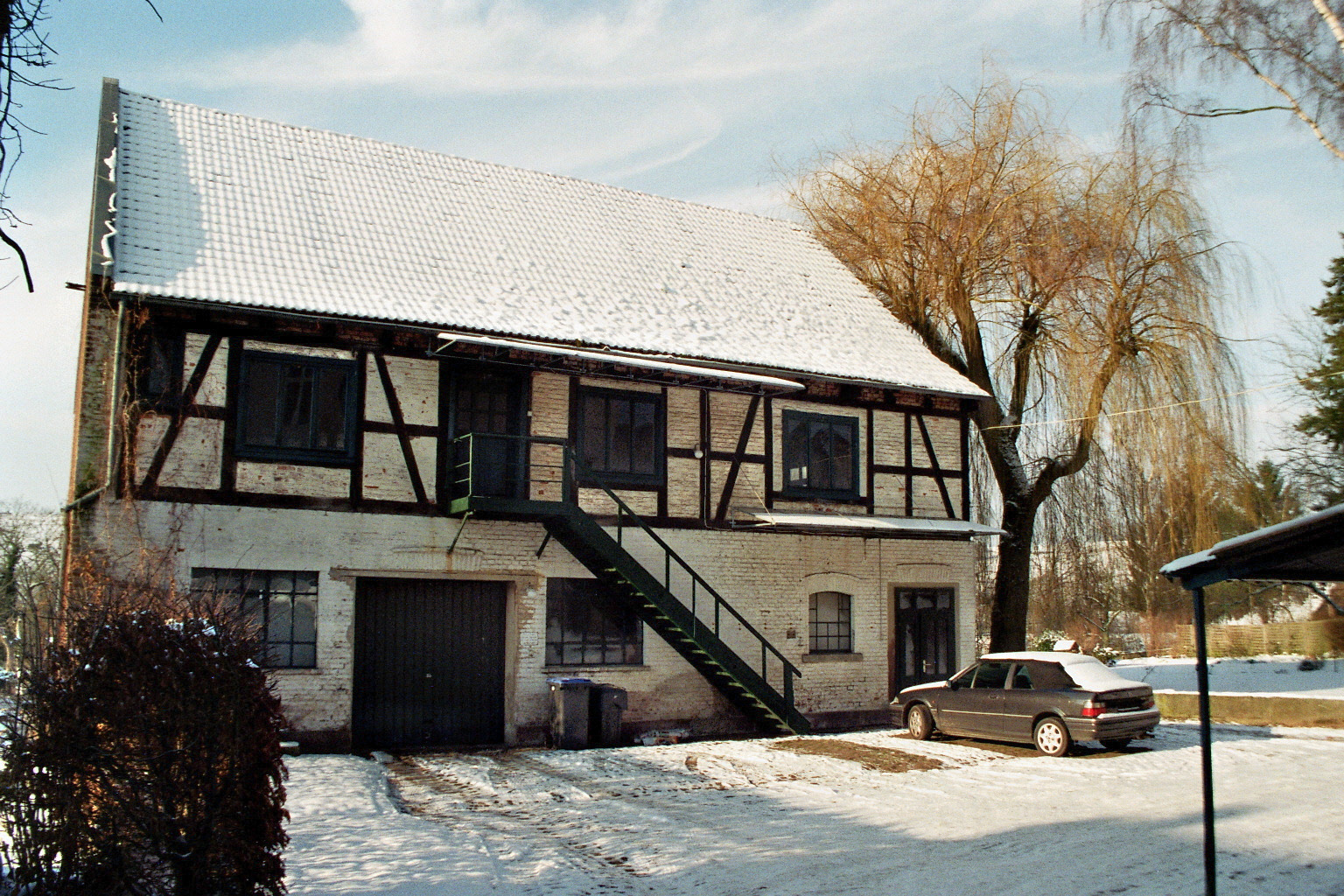
Konrad Zuses ehemalige Werkstatt in Neukirchen, Januar 2010

Logo der Stadt Hünfeld mit Emblem der Zuse KG (rechts)

Die Firma wurde 1949 in Neukirchen im damaligen Kreis Hünfeld von Konrad Zuse zusammen mit Harro Stucken und Alfred Eckhard wiederbegründet. Erste Tätigkeit war die Instandsetzung der 1945 von Konrad Zuse gebauten Z4 und deren Verleih bzw. Vermietung an die Eidgenössische Technische Hochschule Zürich. Damit war die Z4 weltweit der erste kommerziell gehandelte Computer (einige Monate vor der UNIVAC) und der einzige funktionierende Computer in Europa. Den weiteren Aufbau des Unternehmens finanzierte die Herstellung von ca. 30 Rechenwerken für den von Remington Rand vertriebenen Rechenlocher M9. Mit der 1956 folgenden Zuse Z11 begann die Serienfertigung von Computern bei der Zuse KG. Ein Jahr später (1957) wurde der Firmensitz nach Bad Hersfeld verlegt, wo die Firma Zuse die Gebäude einer ehemaligen Textilfabrik bezog. 1958 wurde die Z22 vorgestellt und ein Jahr später folgte mit der Zuse Z23 der erste Computer der Firma Zuse auf Basis von Transistoren.

### Übernahme
Nach stürmischem Wachstum musste Konrad Zuse 1964 seine Kapitalanteile wegen Überschuldung abgeben, die Zuse KG wurde komplett von Brown, Boveri & Cie. (BBC) übernommen. 1967 übernahm Siemens 70 Prozent der Anteile an der Zuse KG von BBC. Konrad Zuse schied in diesem Jahr aus dem Unternehmen aus. Zwei Jahre später übernahm Siemens auch die verbleibenden 30 Prozent des Unternehmens. Bis 1969 stellte Zuse insgesamt 251 Rechner her. Anfang April 1971 wurde der Firmenname Zuse KG gelöscht. Mitte der 1970er Jahre wurde schließlich die Produktion von Computern am Standort Bad Hersfeld eingestellt, nachdem Siemens die Entwicklungsarbeit für Rechner in München konzentrierte.

## Produkte

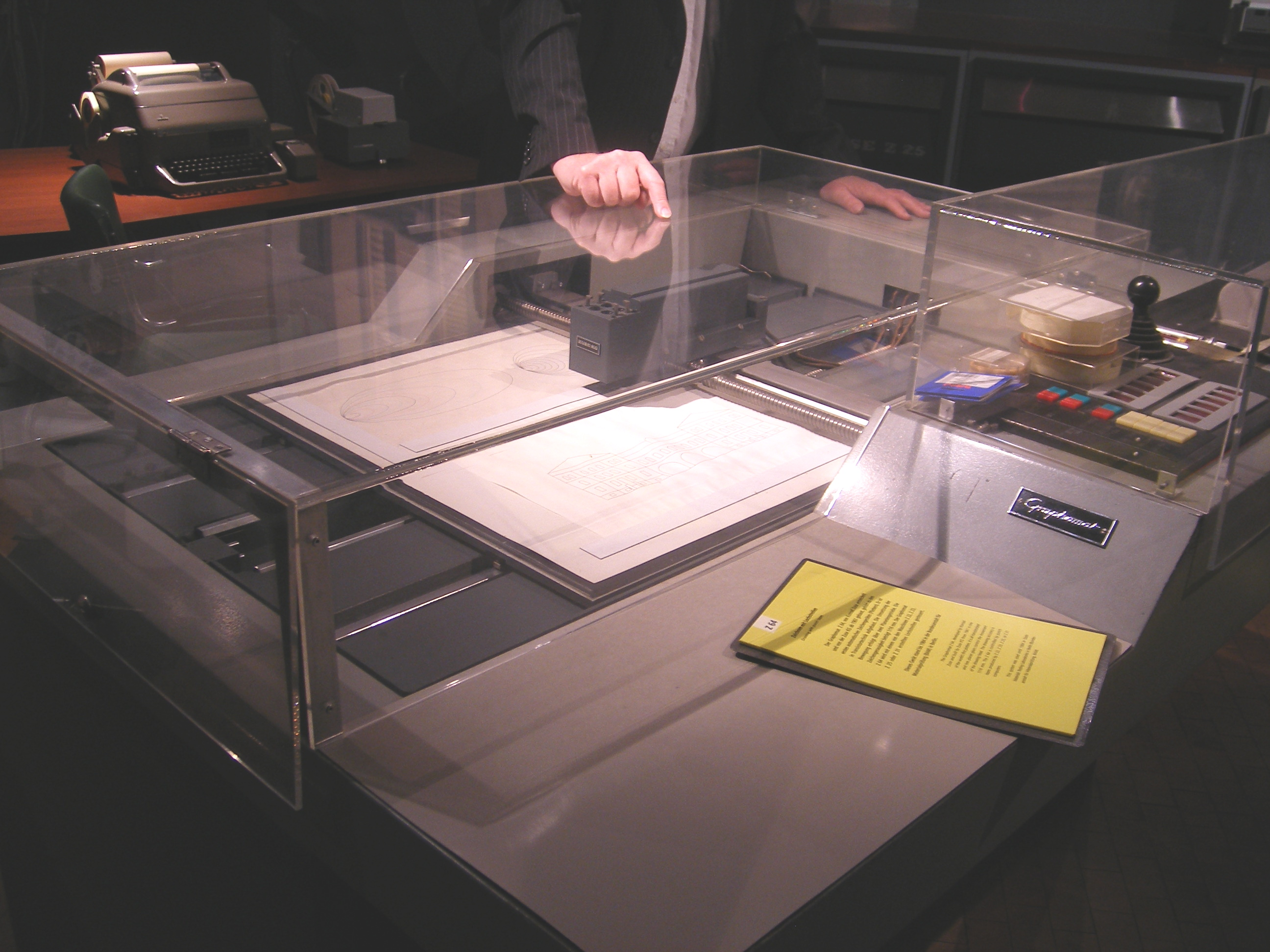
Zuse Graphomat Z64

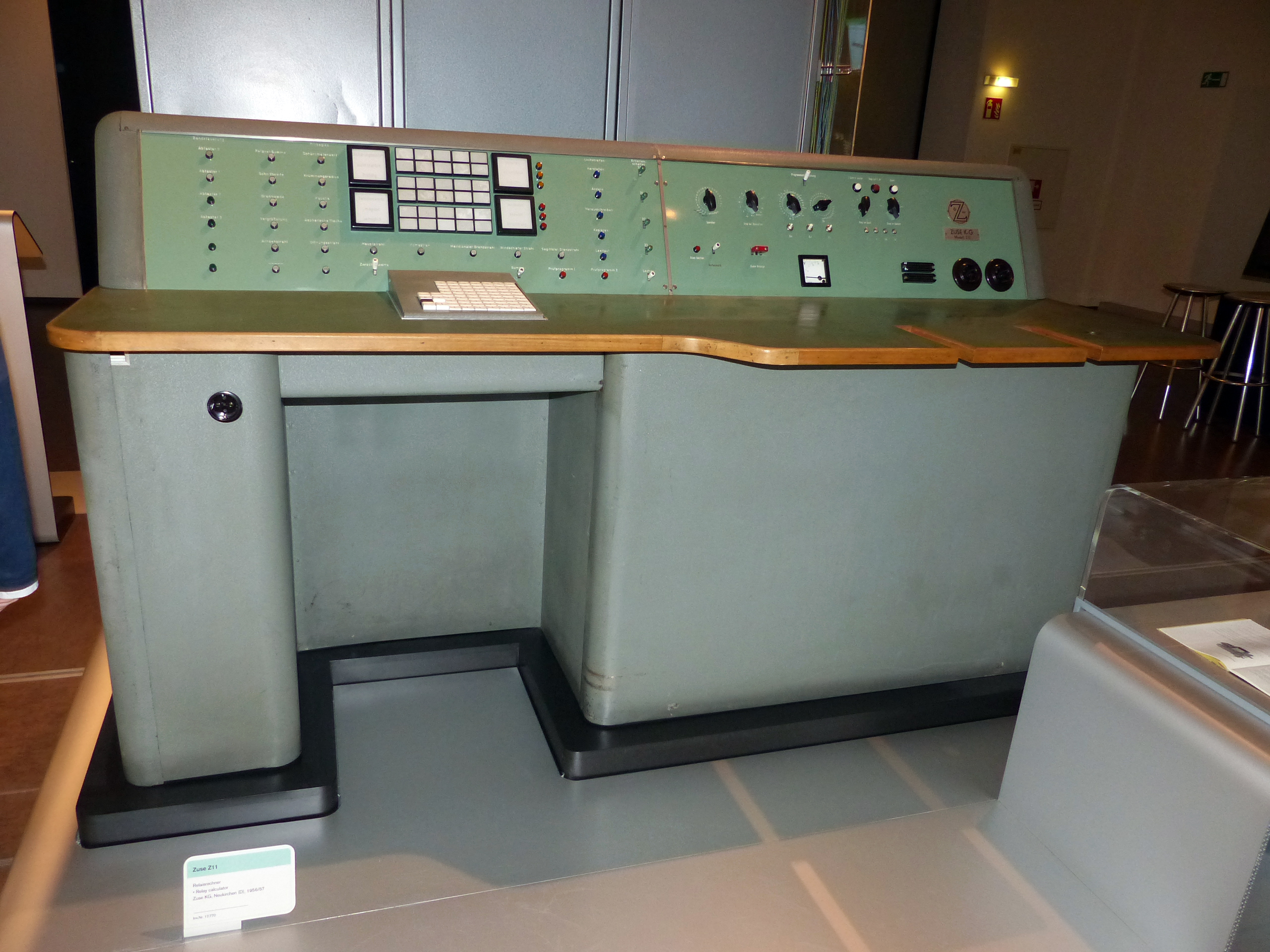
Z11 – der erste serienmäßig hergestellte Computer der Zuse KG

Auf der Basis der in Relaistechnik realisierten Z4 wurden die Zuse Z5 und die Zuse Z11 entwickelt, die an die optische Industrie sowie an Universitäten verkauft wurden. Mit der vom wissenschaftlichen Leiter Theodor Fromme maßgeblich entwickelten Zuse Z22 wechselte man für die Rechenwerke auf die wesentlich schnellere Röhrentechnik und zu Magnettrommelspeichern als Speichertechnologie. Mit 55 ausgelieferten Anlagen war die Z22 ein erster Markterfolg, wurde aber bald darauf von der weniger wartungsaufwendigen Zuse Z23 in Transistorbauweise abgelöst, der wiederum die verbesserten Nachfolgemodelle Zuse Z25 und Zuse Z31 folgten. Neben Rechenanlagen vertrieb die Zuse KG den mit 5-Kanal-Lochstreifen oder der Z25 on-line gesteuerten Zeichentisch Zuse Z64 Graphomat, der mit seiner robusten Mechanik auch zum Zuschneiden von Kartons und Folien eingesetzt wurde und weite Verbreitung fand.